# Rode bloedcel

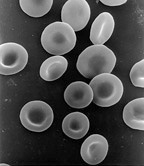
Rode bloedcellen

Osmotische drukverschillen bij rode bloedcellen

Rode bloedcellen of erytrocyten of discocyten of rode bloedlichaampjes zijn bloedcellen die, dankzij het transporteiwit hemoglobine dat hun hoofdbestanddeel vormt, via het bloed zorgen voor het transport van zuurstof en koolstofdioxide, tussen de longen en de andere weefsels in het lichaam. 84% van alle cellen in het menselijk lichaam zijn rode bloedcellen.
Het woord erytrocyt komt uit het Griekse erythros voor rood en kytos voor holte, tegenwoordig vertaald als cel.
Volgroeide rode bloedcellen van zoogdieren hebben, in tegenstelling tot vrijwel alle andere cellen in het lichaam, geen celkern. Daarom wordt vaak de benaming bloedlichaampje gebruikt.
Een rode bloedcel heeft een levensduur van 120 dagen. De rode bloedcellen van andere gewervelden (vissen, vogels, reptielen en amfibieën) hebben wel een celkern.

## Morfologie
Een volgroeide rode bloedcel is een cel, maar bevat geen celkern, heeft dus geen kenmerkend DNA en is daardoor niet in staat tot verdere celdeling. Het proces waarbij uit een multipotente stamcel in het beenmerg rode bloedcellen gevormd worden, heet erytropoëse.
Het voorstadium van een rode bloedcel bevat wel een celkern, die nodig is bij de celdeling. Deze kern wordt, vlak voordat een rode bloedcel in de bloedcirculatie komt, uitgestoten. Een rode bloedcel heeft een platte, ronde vorm met in het midden aan beide zijden een indeuking, een biconcaaf. Een menselijke rode bloedcel is een rond schijfje met een diameter van circa 7,5 micrometer en een dikte van circa 2 μm. De ongeveer 25.000 miljard rode bloedcellen in het menselijk bloed hebben een gezamenlijke oppervlakte van ongeveer 4.000 m². Daardoor kan er in de haarvaten van de longen een snelle, grootschalige uitwisseling - de gaswisseling - van zuurstof en koolstofdioxide met de omgeving plaatsvinden. Hierbij vindt opname in het bloed plaats van zuurstofmoleculen 
vanuit de lucht en van moleculen koolstofdioxide aan de omgeving. In de haarvaten, die de verschillende lichaamsweefsels doorbloeden gebeurt het omgekeerde: het bloed staat zijn zuurstof af aan de cellen, ten behoeve van de verbranding van glucose, en neemt de in de cellen gevormde koolstofdioxide ervoor terug.
De vorm van de rode bloedcel wordt bepaald door een netwerk van microfilamenten (ultradunne draden in de cel), gevormd uit de eiwitten actine en spectrine. Deze filamenten zitten met behulp van ankyrines direct onder de celmembraan gehecht, waaraan ze een dunne aansluitende laag vormen. De biconcave vorm die hierdoor ontstaat is optimaal voor de uitwisseling van zuurstof en koolstofdioxide.

## Hemoglobine
Een rode bloedcel dankt zijn rode kleur aan de hemoglobine dat het bevat, een ijzerhoudend eiwitmolecuul dat zuurstof- en koolstofdioxidemoleculen kan binden. Iedere rode bloedcel bevat circa 270 miljoen hemoglobine-moleculen. De hemoglobine vormt circa 90% van de droge massa van de rode bloedcellen. In het menselijk bloed bevindt zich daarom in totaal circa 3,5 gram ijzer.
De rode bloedcel maakt het grootste aandeel uit van de cellen in het bloed (99%). De andere soorten zijn witte bloedcellen en bloedplaatjes. De rode bloedcellen vormen ongeveer 40% van het volume van het bloed. Per seconde produceert het beenmerg ongeveer 2,4 miljoen nieuwe rode bloedcellen. Na circa 100 tot 120 dagen worden de rode bloedcellen gedood en gerecycled door macrofagen, een type witte bloedcel. Het menselijk lichaam bevat 20 tot 30 biljoen rode bloedcellen, ongeveer 84% van alle lichaamscellen.

## Afbraak
Rode bloedcellen worden zowel binnen (intra-vasale bloedafbraak) als buiten (extravasale bloedafbraak) de bloedbaan afgebroken. Binnen de bloedbaan wordt 10-20% van de rode bloedcellen afgebroken en daarbuiten 80-90% in vooral de milt, maar ook in de lever, de botten en het centraal zenuwstelsel. Het vrijkomende ijzer wordt voor het grootste deel gebonden aan de eiwitten ferritine en hemosiderine voor hernieuwd gebruik. Bij de afbraak van de rode bloedcellen komt ook globuline vrij, dat als bilirubine via de lever als gal wordt uitgescheiden en in de ontlasting terecht komt, waaraan die haar donkere kleur dankt. De erfelijke aandoening glucose-6-fosfaatdehydrogenase-deficiëntie zorgt ervoor dat erytrocyten gemakkelijker beschadigd kunnen raken, met onder bepaalde omstandigheden massale bloedafbraak tot gevolg.

## Kweekbloed
In 2008 werd gemeld dat menselijke embryonale stamcellen met succes in het laboratorium waren omgezet in rode bloedcellen. De moeilijke stap was om de cellen ertoe te brengen hun kern uit te werpen; dit werd bereikt door de cellen te laten groeien op stromacellen uit het beenmerg. Gehoopt wordt dat deze kunstmatige rode bloedcellen uiteindelijk kunnen worden gebruikt voor bloedtransfusies.
In 2022 is een proef op mensen gedaan, met bloed gekweekt uit stamcellen die uit donorbloed afkomstig zijn.

## Afwijkende rode bloedcellen
- Acanthocyt
- Codocyt (schietschijfcel)

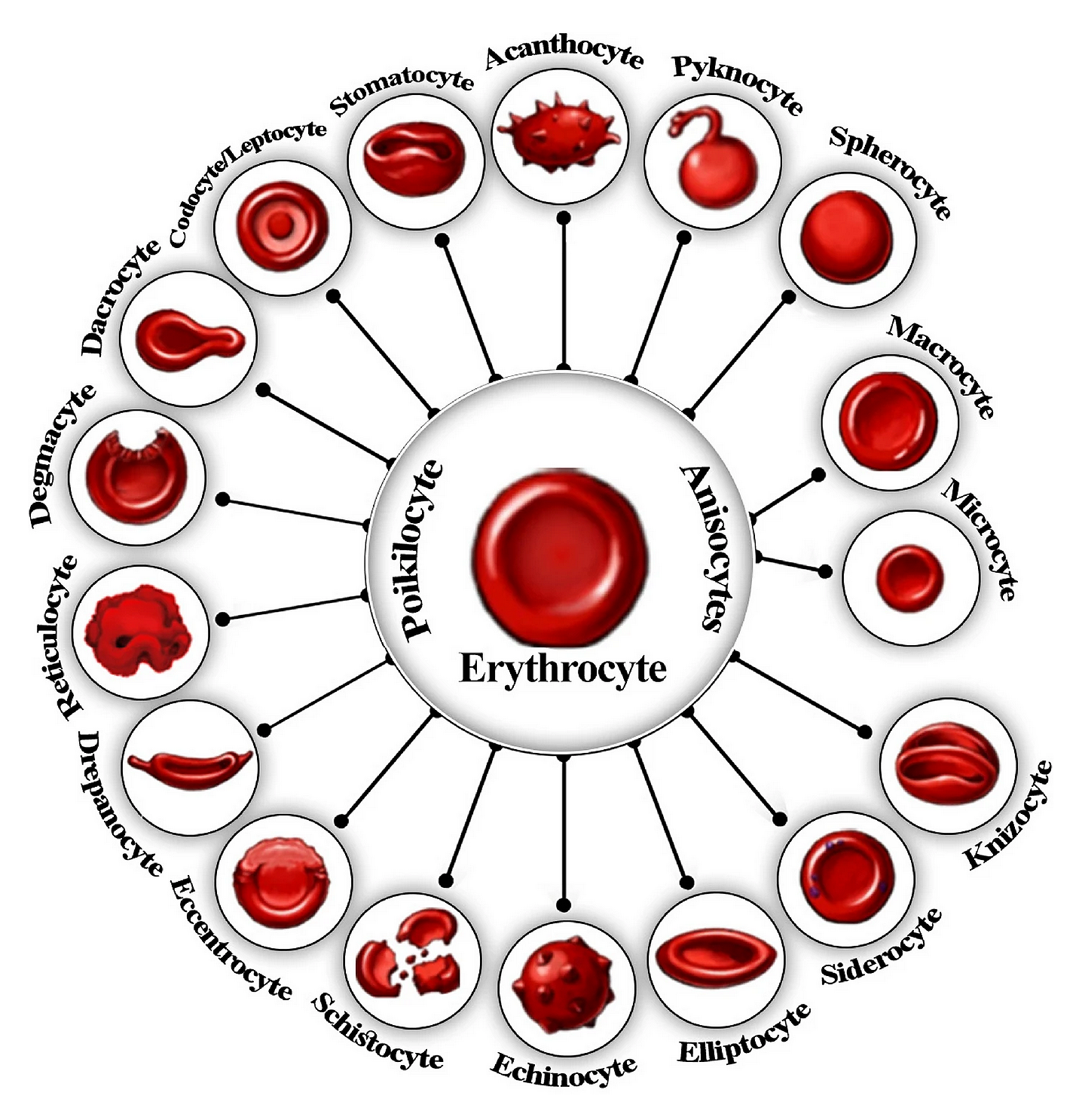
Afwijkende rode bloedcellen

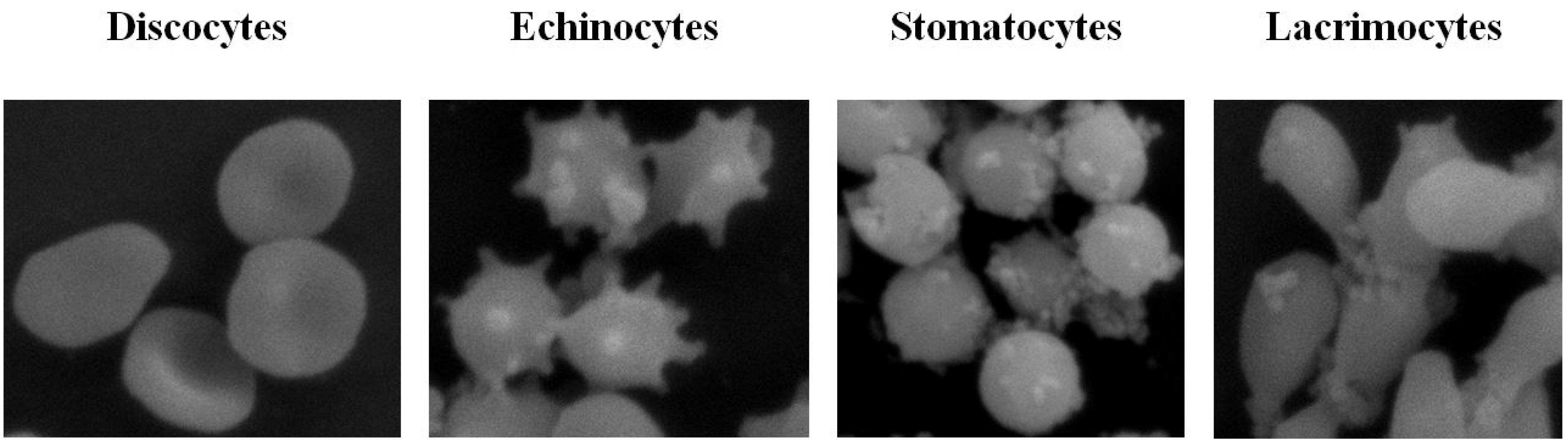

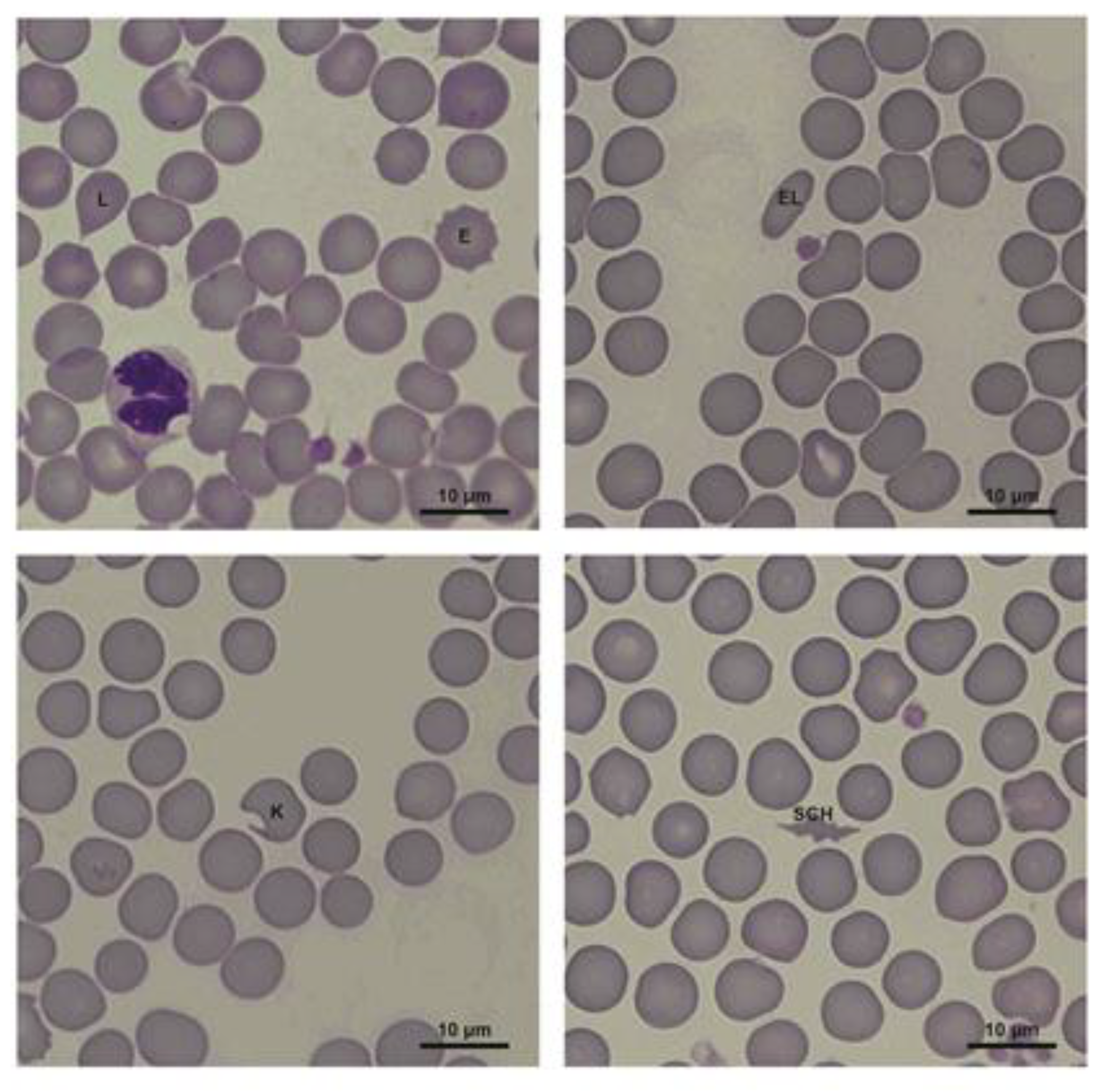
E—echinocyt, EL—elliptocyt, K—keratocyt, L—lacrimocyt, SCH—schistocyt

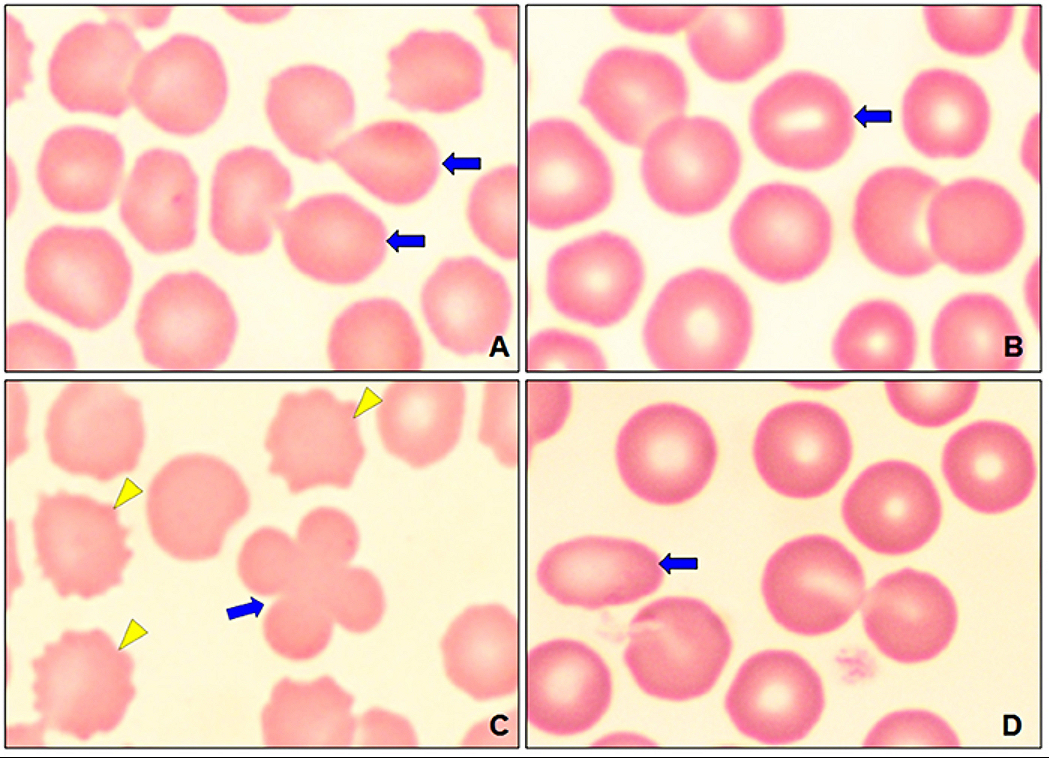
C: Vierpasvormige rode bloedcel (blauwe pijl), acanthocyten (gele pijlpunt)

- Dacrocyt of lacrimocyt (traandruppelcel)
- Degmacyt (bijtcel)
  - Blaarcel, prekeratocyt of eccentrocyt[3]
    - Keratocyt
- Drepanocyt (sikkelcel)
- Echinocyt
- Elliptocyt (ovalocyt)
- Knizocyt
- Leptocyt
- Macrocyt
  - Megalocyt of gigantocyt, een ovale macrocyt
- Microcyt
- Pyknocyt
- Reticulocyt
- Schistocyt (schizocyt)
- Sferocyt (microsferocyt)
- Siderocyt
- Stomatocyt
- Vierpasvormige rode bloedcel

### Tabel
| Hematopoëse            | Hematopoëse          | Hematopoëse            | Hematopoëse | Hematopoëse | Hematopoëse | Hematopoëse | Hematopoëse | Hematopoëse     | Hematopoëse    |
| ---------------------- | -------------------- | ---------------------- | ----------- | ----------- | ----------- | ----------- | ----------- | --------------- | -------------- |
| Leukopoëse             | Leukopoëse           | Leukopoëse             | Leukopoëse  | Leukopoëse  | Leukopoëse  | Leukopoëse  | Leukopoëse  | Erytropoëse     | Trombopoëse    |
| Myeloblast             | Myeloblast           | Myeloblast             | Monoblast   | Lymfoblast  | Lymfoblast  | Lymfoblast  |             | Pro-erytroblast | Megakaryoblast |
| Myeloblast             | Myeloblast           | Myeloblast             | Monoblast   | Lymfoblast  | Lymfoblast  | Lymfoblast  | Erytroblast |                 | Megakaryoblast |
| Myeloblast             | Myeloblast           | Myeloblast             | Monoblast   | Lymfoblast  | Lymfoblast  | Lymfoblast  | Normoblast  |                 | Megakaryoblast |
| Promyelocyt            | Promyelocyt          | Promyelocyt            | Monocyt     | Lymfocyt    | Lymfocyt    | Lymfocyt    | Reticulocyt | Megakaryocyt    |                |
| Neutrofiele granulocyt | Basofiele granulocyt | Eosinofiele granulocyt | Macrofaag   | B-cel       | T-cel       | NK-cel      | Mastocyt    | Erytrocyt       | Trombocyt      |